# Neolema dorsalis
Neolema dorsalis är en skalbaggsart som först beskrevs av Olivier 1791.  Neolema dorsalis ingår i släktet Neolema och familjen bladbaggar. Inga underarter finns listade i Catalogue of Life.